# 7-kabale
7-kabale eller Syvkabale (på engelsk ofte kaldet Klondike) er et kabalespil med 7 rækker.
7-kabalen er en byggekabalevariant. Målet er at samle alle kortene i de fire byggestabler, sorteret efter kulør og i den korrekte talrække.

## 7-kabale på computer
Microsoft indbyggede 7-kabalen i Windows 3.0, hvilket gjorde spillet tilgængeligt på et stort antal computere. Med udbredelsen af internettet blev det efterhånden også populært at spille 7-kabale online via diverse hjemmesider.